# جهالاکاتی صدار
جهالاکاتی صدار (به لاتین: Jhalokati Sadar) یک منطقهٔ مسکونی در بنگلادش است که در ناحیه جلوکاتی واقع شده‌است. جهالاکاتی صدار ۲۰۴٫۴۸ کیلومتر مربع مساحت و ۱۹۵٬۶۱۹ نفر جمعیت دارد.